# Nehoiu
Nehoiu é uma cidade da Romênia localizada no judeţ (distrito) de Buzău. Segundo o censo de 2011, havia 10 211 habitantes.